# Forte di Capo Passero
Il Forte di Capo Passero è un'opera di architettura militare, sita in Sicilia, sull'Isola di Capo Passero, nel comune di Portopalo di Capo Passero. Il forte fu costruito tra il 1599 e il 1607.

## Storia

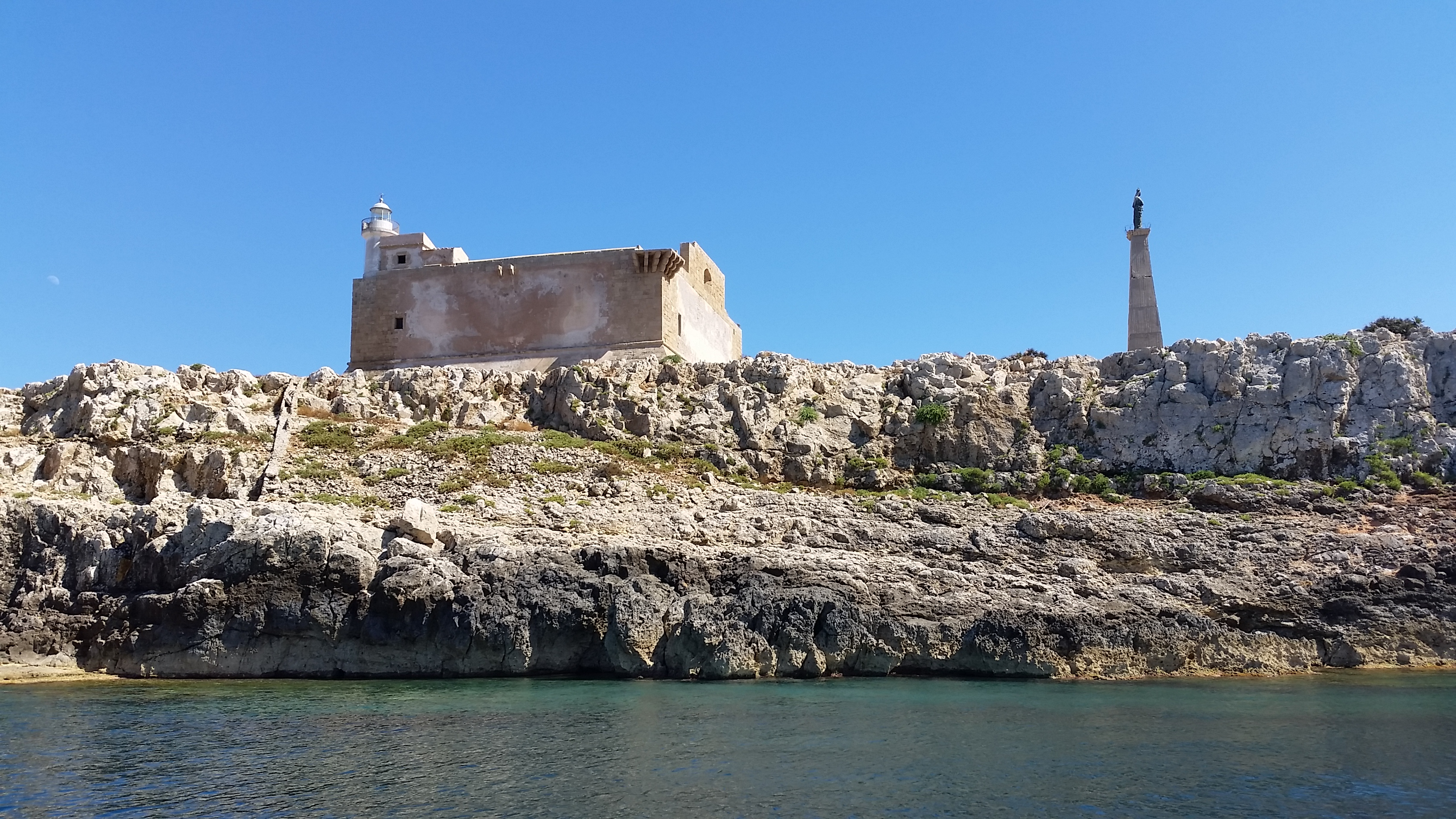
Il forte visto dal mare

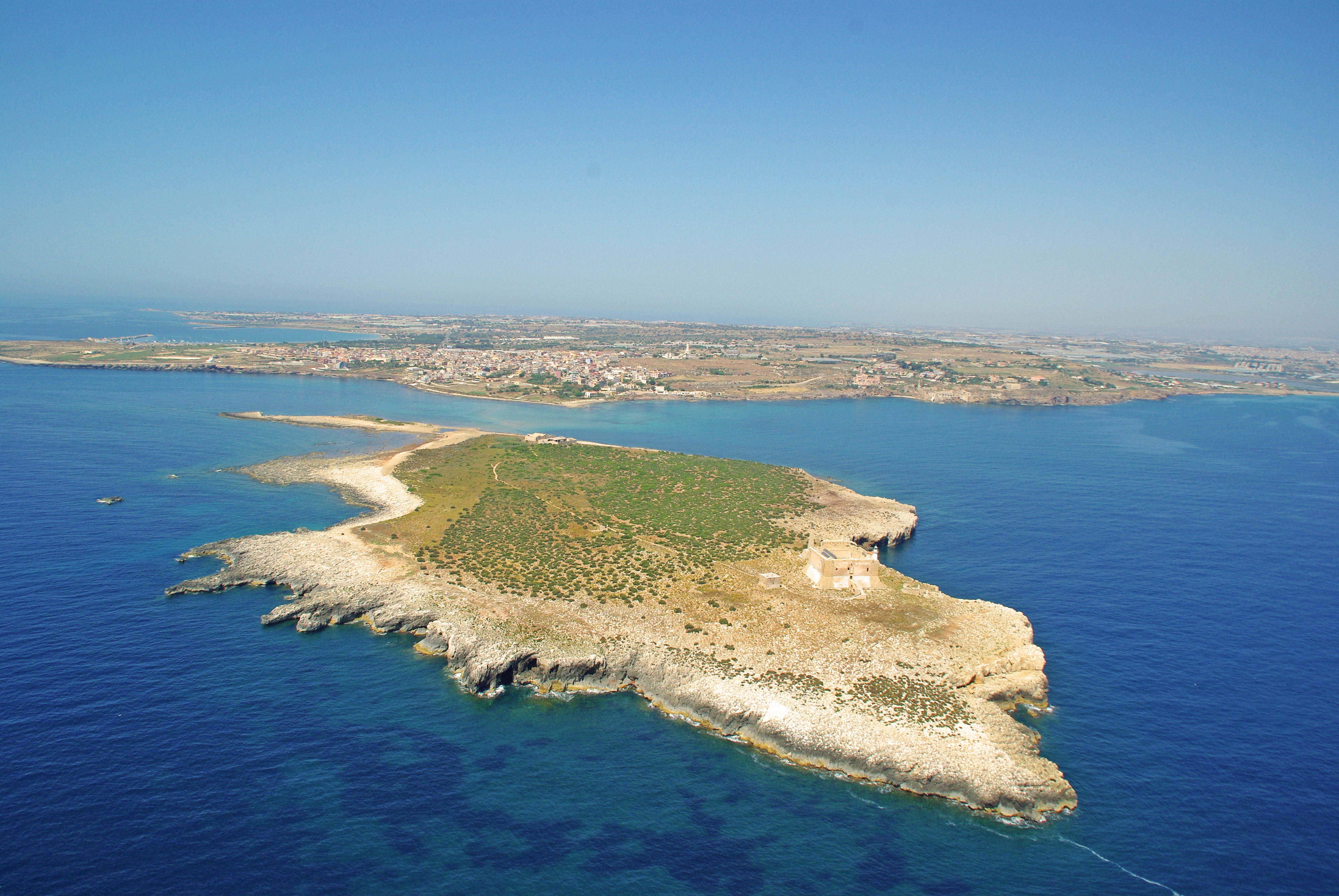
L'Isola di Capo Passero e il forte

Originariamente di proprietà della Corona di Spagna, fu voluto dalla Deputazione del Regno, allora presieduta dal viceré Marcantonio Colonna, in una riunione svoltasi nell'aprile del 1583, per combattere le attività piratesche turco-barbaresche, molto violente all'epoca sul Capo Passero. I pirati, infatti, al capo si rifornivano di acqua e saccheggiavano la zona, prendendo talvolta in schiavitù gli europei in cui si imbattevano. Fu dunque dato incarico all'ingegnere Giovanni Antonio del Nobile, un ticinese, dal 1572 "ingegnere maggiore" per conto del Regno di Sicilia, affinché si recasse a Capo Passero "a riconoscer diligentemente le torri et forti che vi bisognino, per scoprimento di cale, corrispondenza de' segni et maggior sicurezza di quella parte". Fu però solo nel 1596 che la Deputazione tornò ad occuparsi della cosa, impegnandosi a "metter in essecutione l'opera lungamente procurata d'un forte designato a Capo Passero" e preventivando una spesa di 18.000 scudi. Il cantiere venne effettivamente aperto solo nel 1599, sotto la direzione dell'ingegnere regio Diego Sánchez, ma venne chiuso già l'anno successivo, per mancanza di fondi. Nel luglio del 1600, il Parlamento siciliano riuscì a raccogliere tramite imposta alle terre del regno 21.000 scudi, che stabilì di offrire al re Filippo III di Spagna per "fortificare il Capo Passero". Il cantiere fu dunque riaperto nel 1603 e completato nel 1607, sotto la direzione dell'ingegner Giulio Lasso. Per ultimo, fu posto sopra il portale di ingresso lo stemma reale, in pietra arenaria. Pochi giorni dopo il completamento del forte, giunse in visita, il 2 ottobre 1607, il viceré Juan Fernández Pacheco y Toledo.
Nel corso del XVIII secolo, il forte fu utilizzato come prigione per i soldati che avevano avuto problemi con la giustizia. Mantenne la sua funzione difensiva almeno fino al 1830.
In forza del Regio decreto del 30 dicembre 1866, il forte di Capo Passero, insieme a numerose altre architetture militari dell'allora Regno d'Italia, cessò di essere considerato opera di fortificazione.
Nel 1871, fu costruito sulla terrazza un piccolo faro, il cui funzionamento era assicurato da personale della Marina militare italiana.
Alla fine degli anni cinquanta del XX secolo il sistema di accensione del faro fu reso automatico: fu così che fu posto un termine anche al servizio di guardiania.
Il forte è stato restaurato tra il 2005 e il 2007, nell'ambito del finanziamento Por Sicilia 2000-2006.

## Caratteristiche
Il forte è posto sul punto più alto dell'isola e poggia su una massiccia porzione di quella roccia calcarea che caratterizza l'isola. Il perimetro è quadrato, con lati di 35 metri. Il basamento si innalza dal piano di campagna per 4 metri e non presenta aperture. Il piano superiore è raggiungibile solo attraverso una rampa di scale, oggi a forma di L, ma originariamente dritta. La scala, posta sul lato est, si interrompeva a qualche metro dal portone di ingresso, raggiungibile tramite un ponte levatoio. Sopra il portale è posto lo stemma di Federico III di Spagna. I muri esterni sono costituiti da pietrame calcareo intonacato e da blocchi di arenaria agli angoli. All'interno è posta una corte, anch'essa quadrata, di 12 metri circa di lato. Un sistema di grondaie convogliava l'acqua piovana all'interno di una cisterna, posta al centro della corte.
Al piano terra stanno quindici ambienti, privi di aperture all'esterno, illuminati solo da aperture sulla corte interna. Agli angoli corrispondono ambienti quadrati con volte a vela. I restanti ambienti sono rettangolari, con volta a botte. È presente una cappella dedicata alla Vergine Annunziata, mentre gli altri vani di questo livello rappresentavano gli alloggi del cappellano e dei soldati. Sull'architrave posta all'ingresso di uno degli alloggi è presente la seguente scritta:
Al piano superiore si trovano sedici ambienti, anch'essi pressoché privi di aperture verso l'esterno, fatta eccezione per otto piccole finestre poste ai quattro lati del forte, disposte senza ricerca di simmetria. Rispetto alla distribuzione del piano terra, le differenze sono lievi. Gli ambienti del primo piano ospitavano il comandante e gli ufficiali, e sono disimpegnati da un ballatoio sostenuto da grandi mensole.
Sulla terrazza era posta l'artiglieria. Sull'angolo di nordest, a partire dal 1871, si erge un piccolo faro, con una portata luminosa di 10,8 miglia nautiche.

## La tomba di Lope Medrano
L'alfiere Lope Medrano fu castellano del forte dal 1623 alla morte, occorsa (probabilmente per peste) il 1º settembre 1631. Fu sepolto nella cappella del forte. Ancora oggi è visibile una lastra tombale che reca il suo nome. È stato ritrovato il suo testamento, scritto di proprio pugno ma incompleto, dove Medrano esprime la volontà di essere seppellito "sutta la fonti di l'acqua beneditta". Era sposato con la nobildonna netina Dorotea Sortino.

## Galleria d'immagini

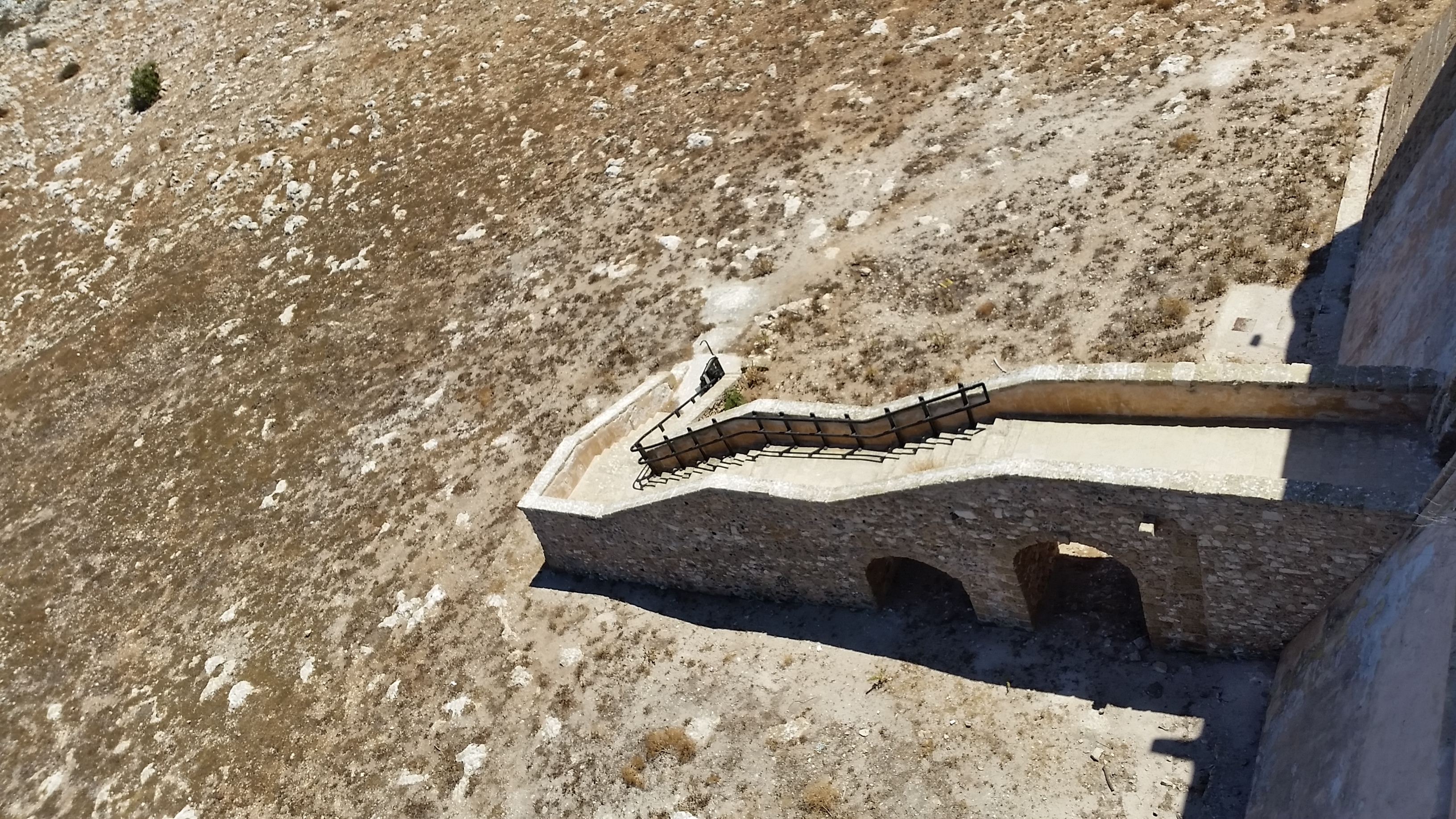
Scala di ingresso
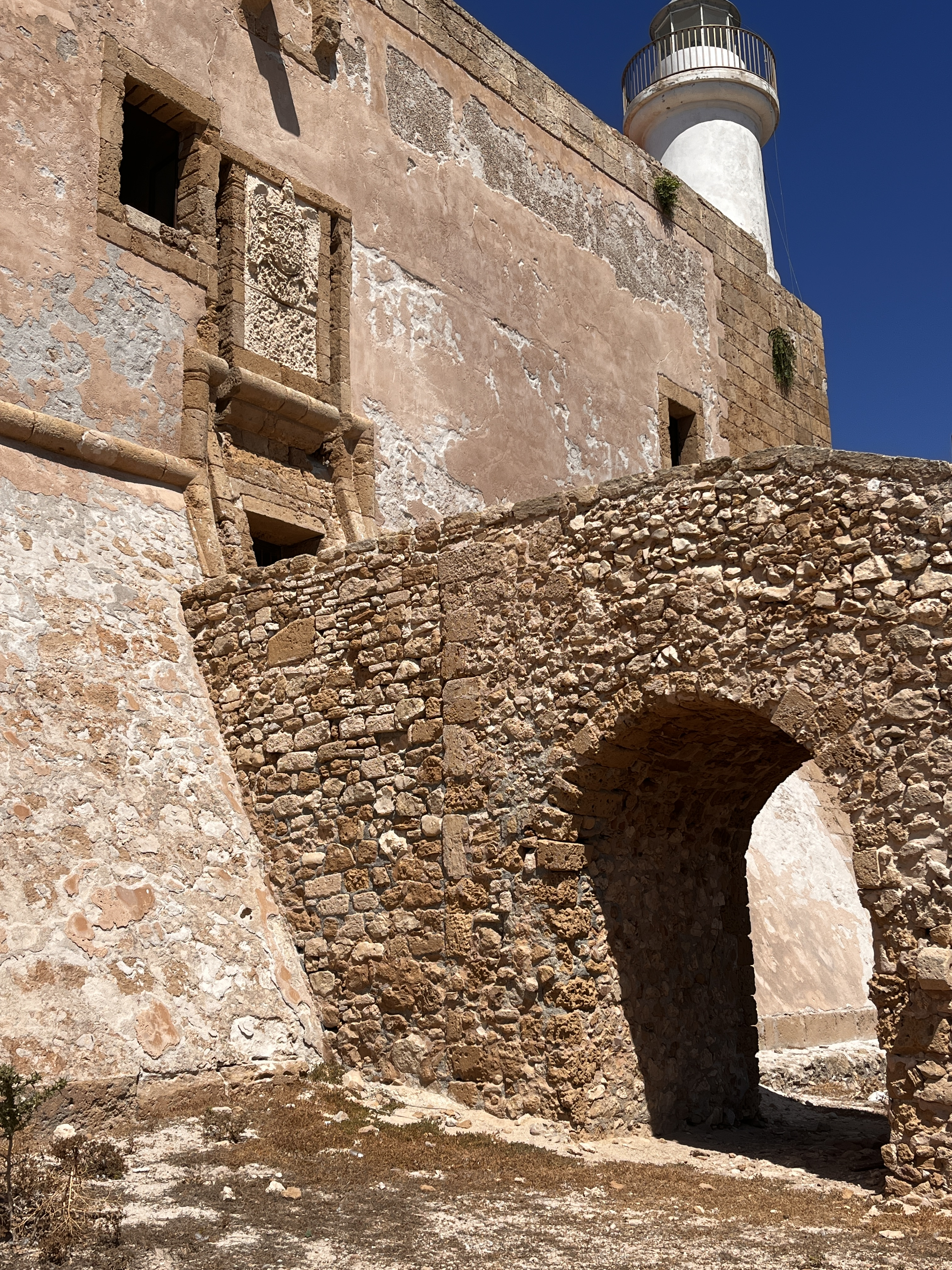
La muratura della scala di ingresso mostra come originariamente la scala fosse separata dall'ingresso stesso per essere collegata da un ponte levatoio, di cui le scanalature ai lati della porta recano testimonianza
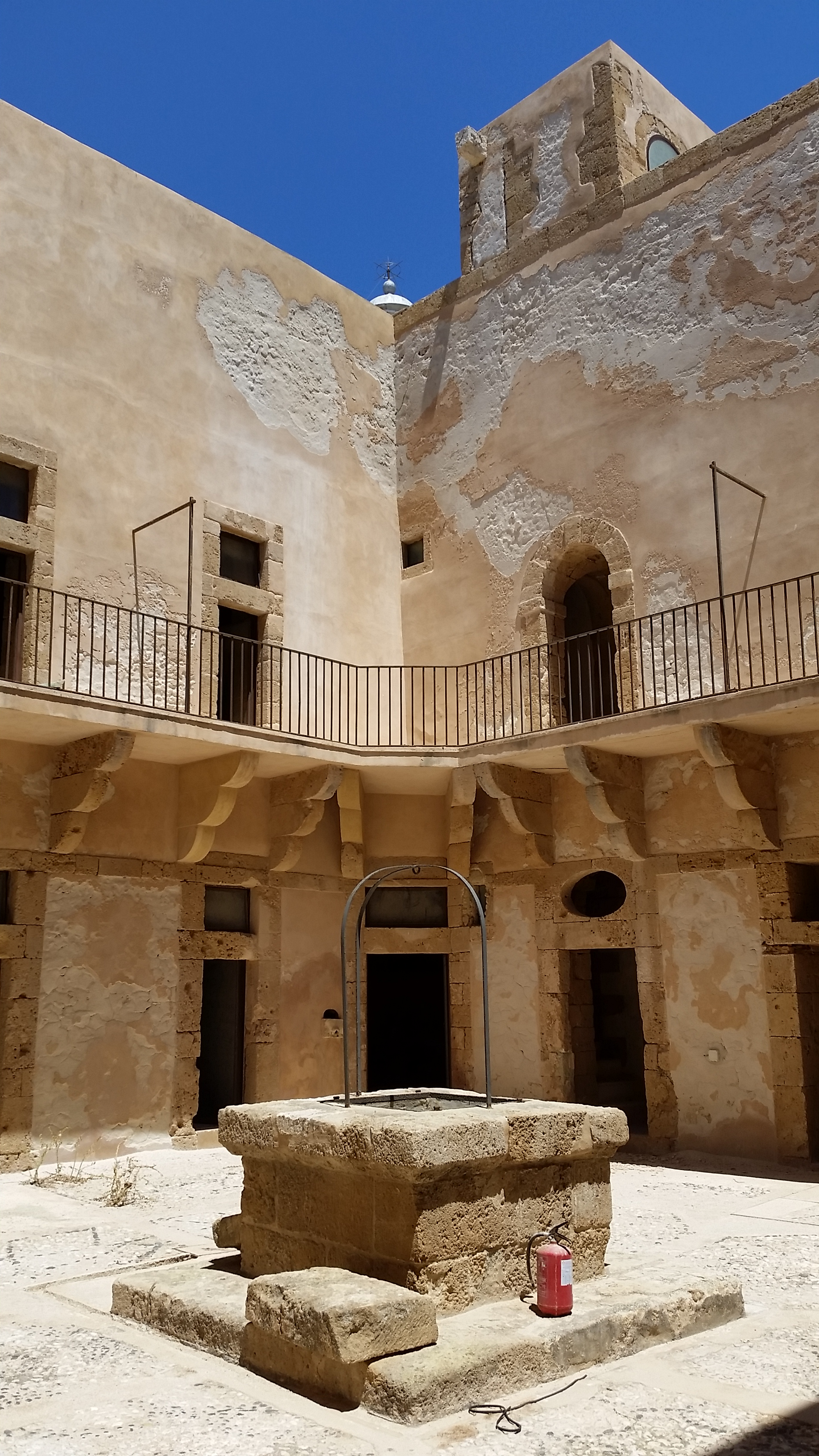
Corte interna
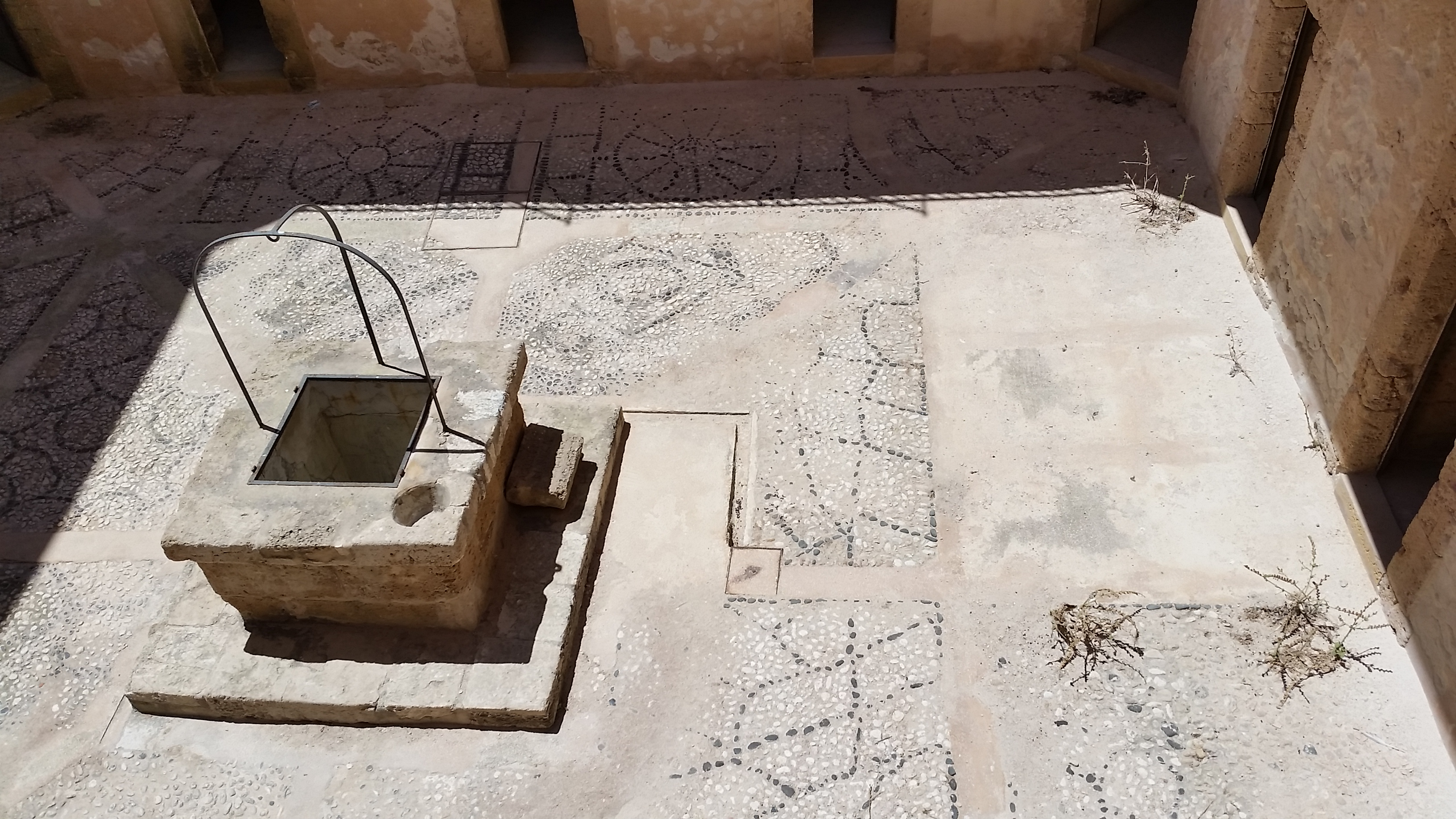
La corte interna con la cisterna per la raccolta dell'acqua piovana
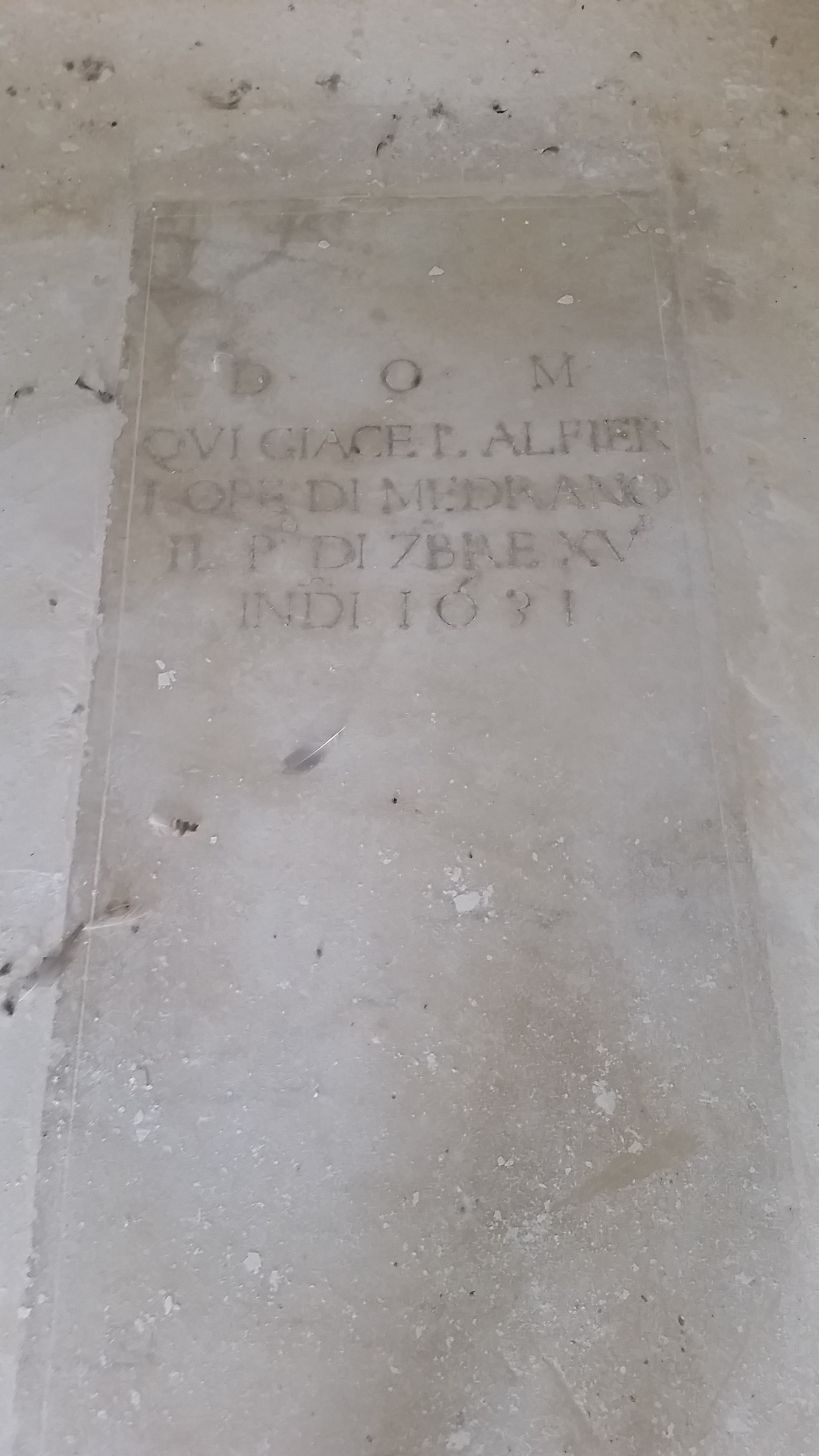
La tomba di Lope Medrano
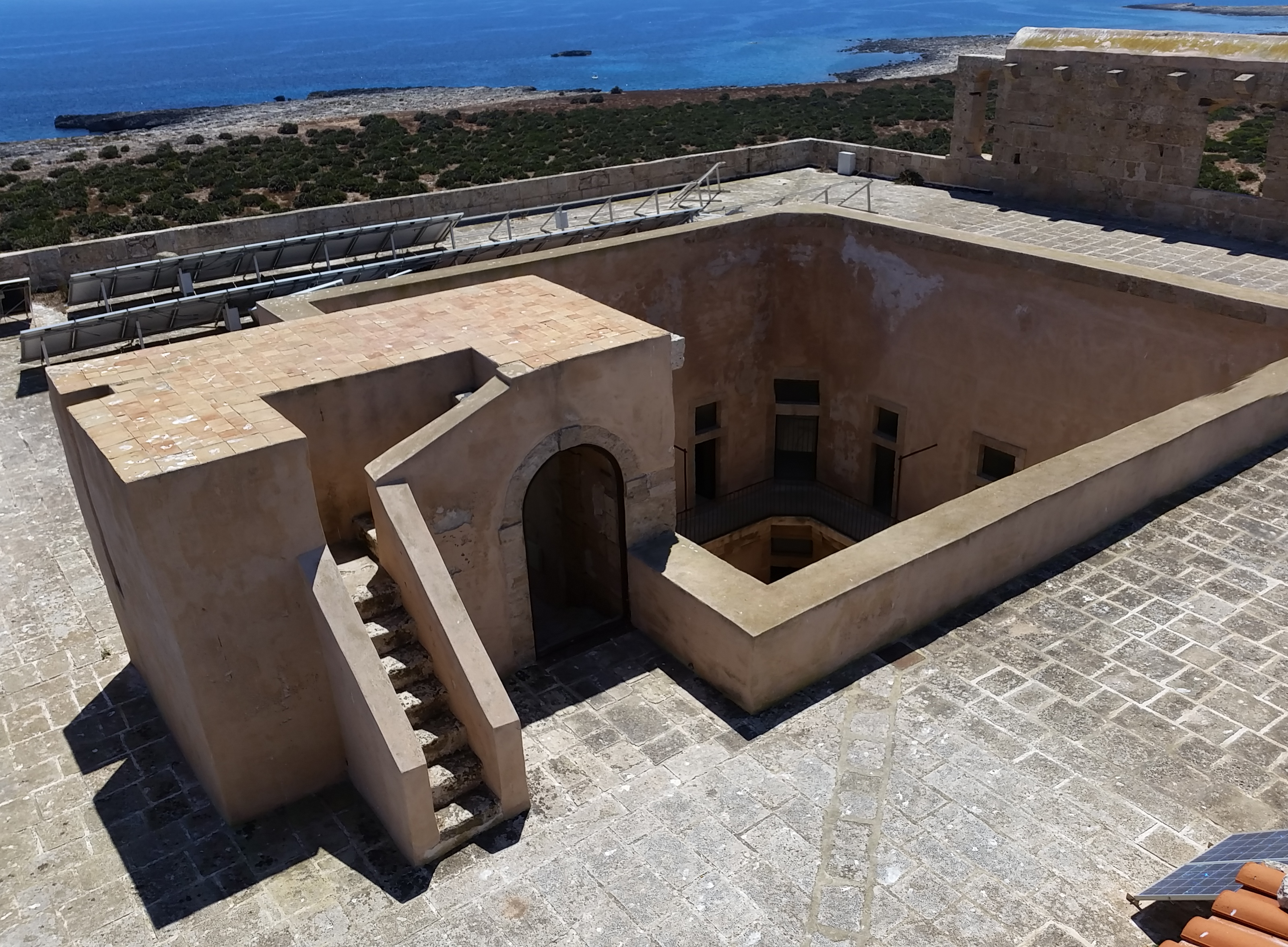
Terrazza
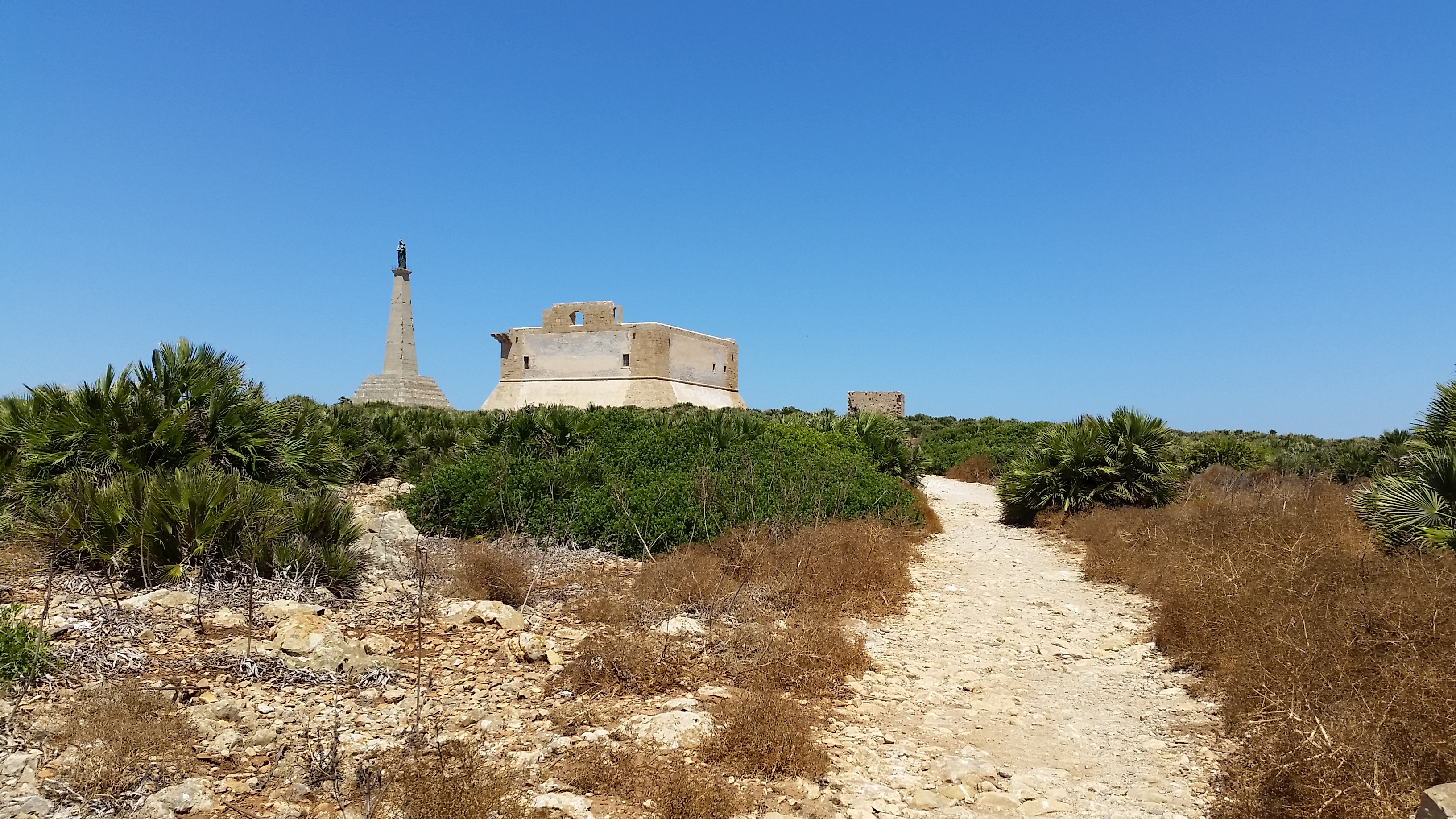
Il sentiero che dalla tonnara porta al forte, con la caratteristica palma nana